# 诺尔卡·拉塔姆布莱特
诺尔卡·拉塔姆布莱特（Norka Latamblet，1963年10月4日—），古巴前女子排球运动员。她曾代表古巴国家队参加1992年夏季奥林匹克运动会排球比赛，结果获得金牌。